# 하인스 워드

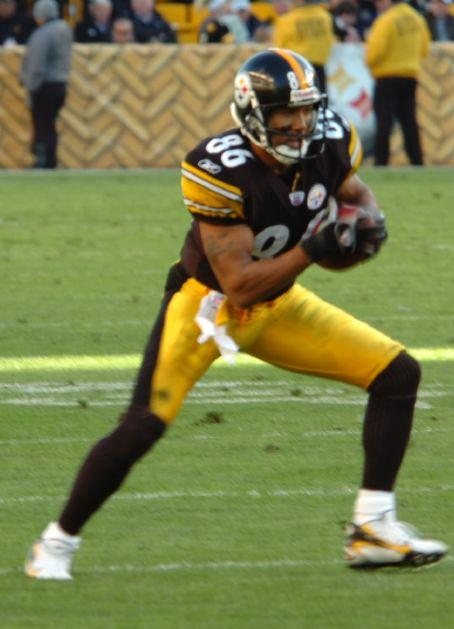
하인스 워드

하인스 E. 워드 주니어(Hines E. Ward, Jr, 1976년 3월 8일 ~ )는 한국계 미국인 전 미식축구 선수이다. 피츠버그 스틸러스에서 뛰었으며, 주 포지션은 와이드 리시버이다. 1998년 NFL 드래프트에서 피츠버그 스틸러스에 지명되면서 프로 무대에 데뷔했고, 지금까지 NFL 올스타전인 프로볼에 4번이나 출전한 리그 최정상급 와이드 리시버이다. 태클을 당해도 언제나 웃는 얼굴이지만 상대에게는 위협적인 선수이기 때문에 '미소짓는 암살자 (Smiling Assassin)'라는 별명을 가졌다.
2006년 2월 5일에 있었던 수퍼볼에서 소속팀 피츠버그 스틸러스가 시애틀 시호크스를 21-10으로 이기고 우승하는 데 크게 기여했다. 특히 14-10으로 앞선 4쿼터에 결승 터치다운을 성공하여 MVP라는 큰 상을 받았다.
2006년 수퍼볼 전후로 대한민국 언론의 조명을 받으면서 대한민국 안의 혼혈인들에 대한 차별과 배타적 민족주의가 없어져야 한다는 분위기가 만들어졌으나, 정작 하인스 워드 자신은 대한민국 국적을 가지고 있지 않았음에도 불구하고 한국인 혼혈인이기 때문에 대한민국 언론의 조명을 받은 것이다.
2012년 은퇴를 선언했다.

## 어린 시절
주한미군이었던 아버지 하인스 워드 시니어와 한국인 김영희 사이에서 서울 이화여자대학교 동대문병원에서 태어났다. 그의 가족은 하인스가 한살일 때 조지아주의 애틀란타와 이스트 포인트로 이사했고, 그의 아버지는 군복무를 위해 독일로 갔다.
이듬해에 부모님은 이혼했고, 하인스는 어머니를 따라갔으나, 후에 가정법원에서 영어를 못하는 어머니의 보살핌으로부터는 하인스가 독립적으로 성장할 수 없다고 판단하여 친가에서 양육하게 하였다. 워드는 7살이 되어서야 어머니를 다시 만날 수 있었다. 이 기간 동안 하인스의 아버지는 하인스가 평범하게 자립할 수 있도록 양육비를 지원하지 않았으며, 심지어 단 한번도 하인스를 보러오지 않았다. 워드는 당시 2살이었던 자신을 버린 아버지를 다시는 재회하지 않기로 결심했다.
워드는 '포레스트 파크'고등학교의 코치 '마이크 패리스'의 지도 아래에서 쿼터백 포지션에 있어서의 남다른 재능을 보여줬고, 클레이튼 카운티에서 올해의 선수상(Offensive Player of the Year)을 두 번 이나 받았다.

## 출신학교와 대학에서의 커리어
하인스 워드는 조지아 대학교의 조지아 불독스 미식 축구팀의 와이드리시버로 1,955 야드 정도의그의 149개의 경력으로 팀 역사상 2등을 차지했다. 또한 그는 공격수의 테일백(tailback)포지션으로 총 3,870야드를 불독스팀 역사상허셜 워커(Herschel Walker)에 버금가는 수치를 뛰었다.
1996년 하인스 워드는 900야드동안 52번의 리셉션을 가졌고 또한 170야드를 26번이나 경기를 하며 뛰었다, 1997년 하인즈워드는 55경기 715야드를 뛰는동안 6번의 터치다운을 하였고 또한 30경기를 223야드로 뛰는동안 그는 모든 남동부(SEC)미식축구 경기의 명예를 지켰다.
워드는 대학교 2학년때 잠깐동안 쿼터백으로 출전했었고 조지아컵의 패스성공률 기록을 보유하고있고 1995년 피치컵에선 413야드를 뛰며 59개의패스중 31개의패스를 성공시켰다.
하인스 워드가 졸업했을 때 그의 왼쪽다리의 전방 십자 인대가 손상된게 밝혀졌다 그가 어린 시절에 자전거 사고로 인해 다친 것으로 말이다. 야후의 한 스포츠기사에 따르면 워드가 4학년때 슬개골이 부러졌고 의사들은 그의 인대를 고쳐내지 못 했다고 한다.
그는 조지아대학교(UGA)에서 소비자 경제학 학사 학위를 받았다.